# Onondaga (village)
Pour les articles homonymes, voir Onondaga.
Onondaga est un ancien village qui servait de capitale à la Ligue iroquoise et de ville principale du peuple Onondaga. C'était le lieu de réunion du Grand Conseil Iroquois. Les matriarches nommaient les hommes représentant les clans aux conseils des villages et tribus, et nommaient les 49 sachems qui se réunissaient ici périodiquement en tant que conseil dirigeant des Cinq Nations confédérées.

## Description
L'emplacement du village changeait périodiquement. En 1600, il se trouvait près de l'actuelle Cazenovia, New York. De 1609 à 1615, il était situé sur le site actuel de la ville de Pompey, New York. Après cela, Onondaga était situé sur plusieurs sites près de l'actuel Delphi Falls, New York, jusqu'en 1640, date à laquelle il a déplacé dans ce qui s'est développé comme l'actuel Manlius, New York.
En 1720, il a été déplacé à Onondaga Creek. Après que de nombreuses bandes de guerriers Onondaga se soient rangés du côté des Britanniques dans la guerre d'indépendance américaine, l'armée continentale a attaqué le village d'Onondaga lors d'une expédition dirigée par le colonel Goose Van Schaick. En avril 1779, les Onondaga du village, principalement des hommes, des femmes et des enfants plus âgés, s'enfuirent à l'approche de l'armée. Les troupes américaines ont méthodiquement détruit la colonie abandonnée, rasant environ 50 maisons le long d'Onondaga Creek et incendiant les magasins d'hiver.
Le lieu de réunion actuel du Grand Conseil Iroquois se trouve sur la Réserve indienne d'Onondaga à New York.